# Haliplus curtulus
Haliplus curtulus är en skalbaggsart som beskrevs av Sharp 1887. Haliplus curtulus ingår i släktet Haliplus och familjen vattentrampare. Inga underarter finns listade i Catalogue of Life.